# Fish and chips

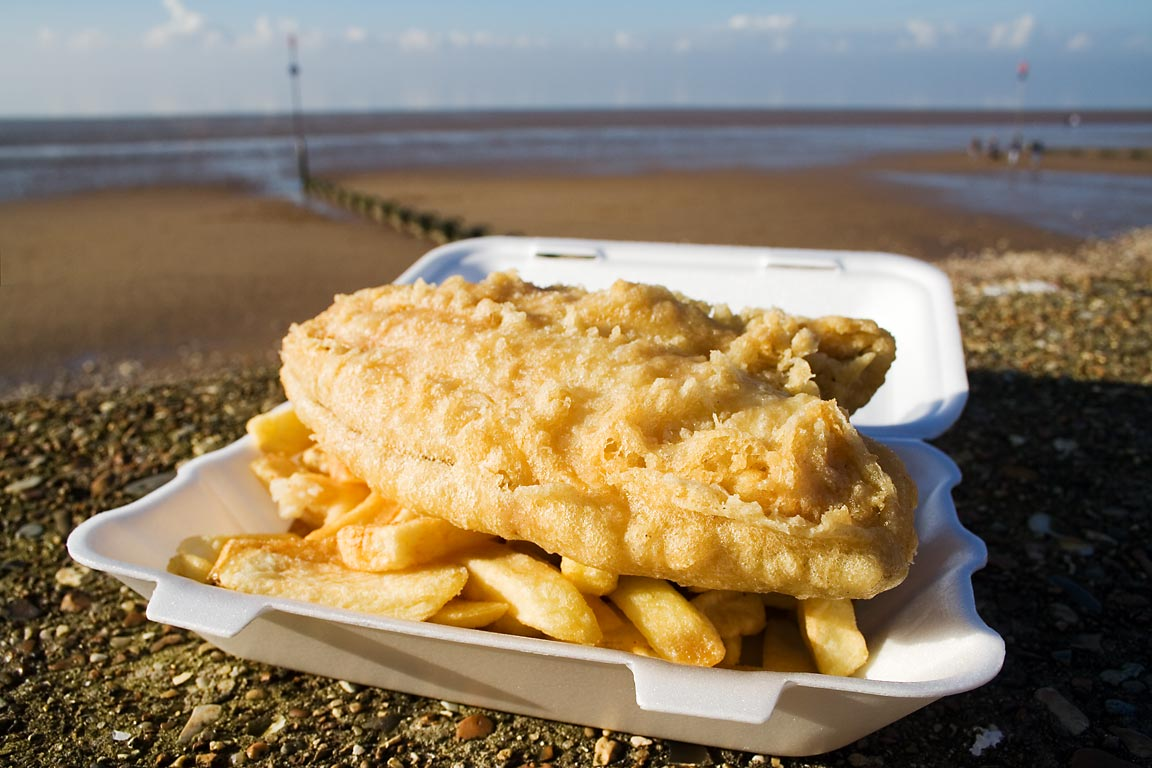
Una ración de fish and chips, servida en el envoltorio actual que ha sustituido a las antiguas hojas de papel.

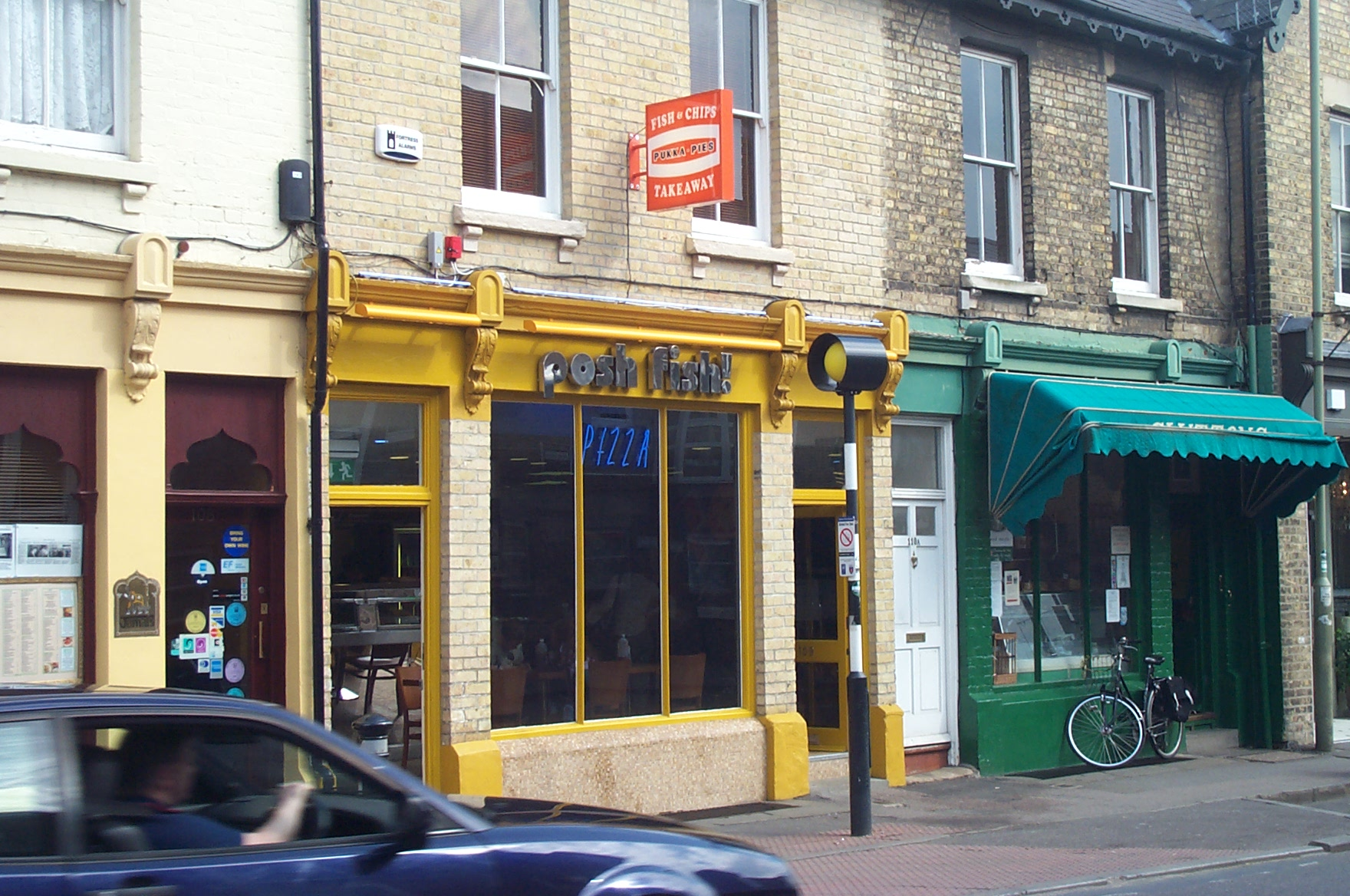
Un establecimiento de fish and chips en Oxford (Inglaterra).

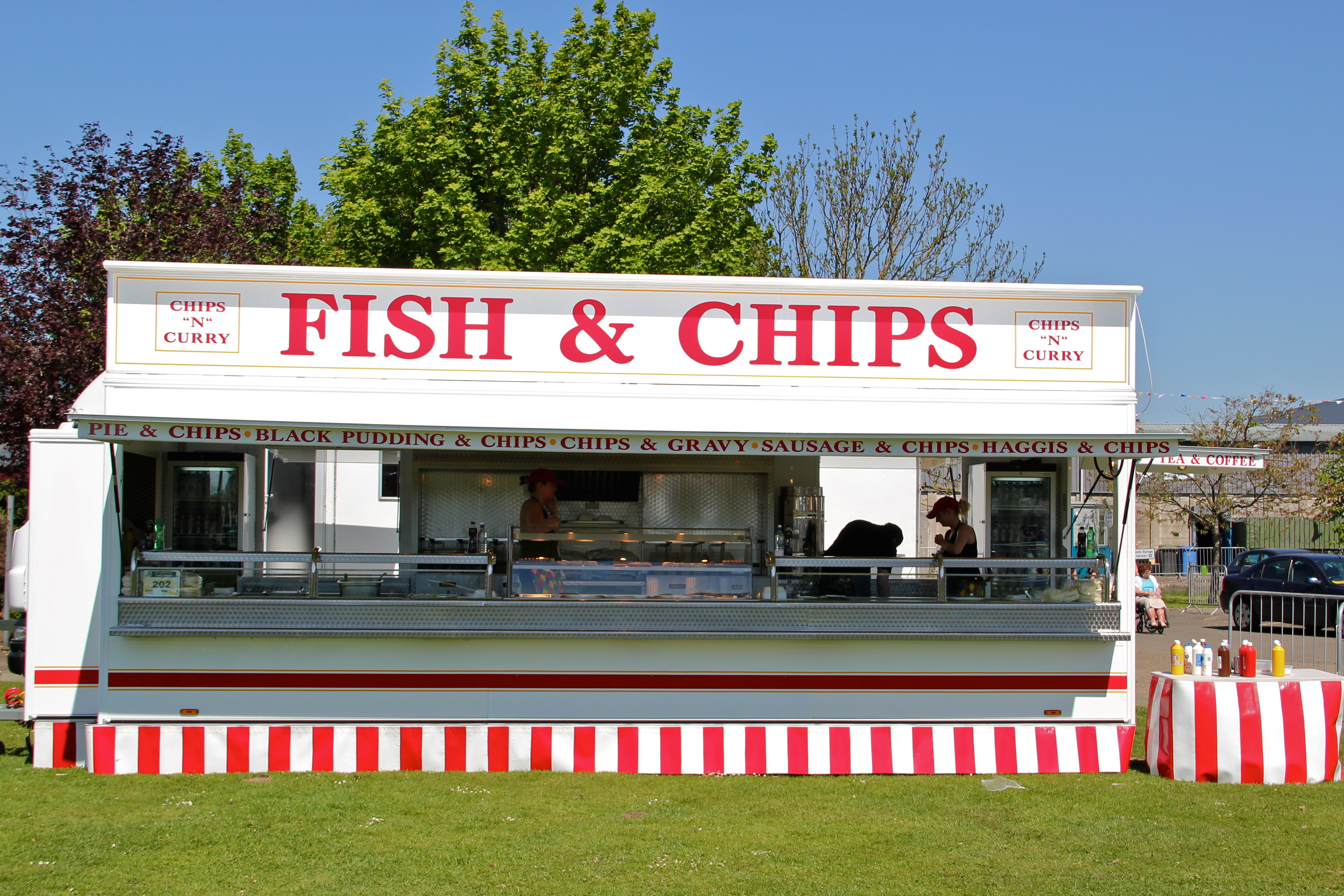
Tienda móvil de fish and chips en Bathgate (Escocia).

Fish and chips (en Escocia también llamado fish supper, literalmente en español Pescado y patatas fritas) es el nombre inglés que se le da a una fritura de pescado con papas, típica del Reino Unido. Aunque existen varias hipótesis sobre el origen de este plato combinado, se sabe, sin embargo, que el pescado frito fue introducido en las islas británicas por emigrantes judíos provenientes de España y de Portugal.
En la receta original el pescado debe ser bacalao, aunque frecuentemente es sustituido por eglefino. También se hacen con merluza, lenguado, platija, caviar y en ocasiones incluso dorada o sardina. Se reboza en una mezcla de harina, huevo y se acompaña con papas condimentadas con sal y vinagre. Durante décadas los fish and chips han dominado el sector de la alimentación rápida en el Reino Unido, Australia y Nueva Zelanda y han logrado una popularidad considerable en Canadá, Irlanda, Sudáfrica, los Estados Unidos y algunas zonas costeras de los Países Bajos, Noruega e incluso en zonas costeras de Chile . El fish and chips tiene alguna aceptación en Dinamarca, donde el plato aparece denominado como ‘filetes de pescado’ (danés fiskefiletter) —siempre acompañado de papas.

## Historia
El pescado frito y las papas fritas han aparecido por separado en diferentes platos durante muchos años. La patata no llegó al continente europeo sino hasta el siglo XVI. El plato se hizo popular en los círculos londinenses y del sur de Inglaterra a lo largo del siglo XIX y se puede ver cómo el escritor Charles Dickens menciona un establecimiento para freír pescado (fried fish warehouse) en su novela Oliver Twist, publicada en 1838. Las papas fritas como plato de comida aparecieron por primera vez en Inglaterra durante el mismo periodo que el pescado frito: según el Diccionario de Inglés de Oxford el primer uso de la palabra papas fritas en el sentido actual aparece en libro de Dickens Historia de dos ciudades (publicado en 1859).
El pescado con papas fritas es muy consumido por la clase obrera en Inglaterra, como consecuencia del rápido desarrollo de la pesca de arrastre en el Mar del Norte, y el desarrollo de líneas de ferrocarril que conectan los puertos con las grandes ciudades durante la segunda mitad del siglo XIX, por lo que llegaba fresco a las áreas muy pobladas. El pescado frito fue introducido en Inglaterra durante el siglo XVI por inmigrantes italianos , y es un derivado del pescaíto frito originario de la gastronomía sefardí. En 1860, se inaugura el primer restaurante de pescado con papas fritas en Londres por Joseph Malin.
Por otra parte, en el norte de Inglaterra existía ya por estas fechas la tradición de freír «dedos» de papas. No está claro cuándo y dónde exactamente se combinaron ambos fritos para llegar a ser lo que conocemos hoy en día. Los establecimientos de fish and chips que se originaron en el Reino Unido se denominaron abreviadamente como chippy.

## Ingredientes y acompañamientos
En Inglaterra el pescado más común para servir los fish and chips es el bacalao, pero existen muchos sustitutos de pescado, especialmente aquellos pescados blancos tales como: el abadejo, el anón, la platija, el salmón de roca. En el norte de Inglaterra y Escocia se come preferentemente el anón. Los australianos prefieren comer bacalao, pero de una variedad diferente; en algunos casos emplean carne de tiburón en sus fish and chips.
Los ingredientes pueden variar mucho dependiendo de la zona o la tradición gastronómica del propietario del establecimiento donde se sirvan los fish and chips; existe la posibilidad de servirse con el popular salt & vinegar (‘sal y vinagre’), aunque no queda descartado el empleo de kétchup, salsa tártara, mayonesa (en algunos lugares del continente europeo), salsa de ajo, entre otros.

## Fish and chip shops
En el Reino Unido, Irlanda y Australia estos establecimientos son generalmente restaurantes independientes con aberturas en los laterales para pedir comida para llevar (take-away). A estos establecimientos se les denomina coloquialmente como chippies o chip shops. En Australia y Nueva Zelanda se emplea el término fish and chippery. En Irlanda se llaman chipper.